# 戸川安民
戸川 安民（とがわ やすたみ、享和元年（1801年）- 嘉永4年12月23日（1852年1月14日）は、江戸時代後期の幕臣（旗本）。通称は熊五郎のち内蔵助。
先代・安悌の子として生まれ、文政6年（1823年）7月に父の隠居により家督を相続した。
父の時代、豪農の片山新左衛門を士分（武士に準じる立場）に取り立てたが、豪農の佐藤平治兵衛や溝手九七郎、木村財右衛門・八郎右衛門親子を逼迫した財政を立て直すため士分へ取り立てたのは安民だといわれている。それでも財政再建は進まず、片山・佐藤・溝手家からの融資の返済ができないため文政10年（1827年）3家に合計毎年米500石を借金の利息として返済する約束までしている。天保年間にはたびたび倹約令を出すほど緊縮財政を強いられている。
天保の大飢饉では、平年の4割ほどしか米が収穫出来なかったという。そのため天保7年（1836年）冬まで米を廉価で販売する施策（安米法）をとったが、餓死者が日に数人出たという。
天保9年（1838年）頃、片山・佐藤・溝手家が札元の旗本札が天保6年（1835年）頃までに発行停止（札潰れ）したため、通貨不足で領内の経済が停滞し、財政再建の妨げになる恐れが出たため、大坂の御用達・畳商人近江屋に頼み込み、近江屋瀬平を札元とする新たな旗本札（畳表売買通用手形）を発行させた。
江戸では、清水口・四谷口・小石川口門番役などを務めた。
弘化4年（1847年）12月に隠居し、跡目は養子の安行が継いだ。
嘉永4年12月23日没。

## 系譜
- 父：戸川安悌
- 母：不詳
- 妻：不詳
- 養子
  - 男子：戸川安行（松平宗発の四男）